# Tớ muốn ăn tụy của cậu
Tớ muốn ăn tụy của cậu (Nhật: 君の膵臓をたべたい Hepburn: Kimi no suizō o tabetai) là một tiểu thuyết của Sumino Yoru (住野 よる), được đăng lần đầu dưới hình thức tiểu thuyết mạng vào năm 2014 và xuất bản thành sách năm 2015. Tiểu thuyết được nhà xuất bản Hội nhà văn xuất bản tại Việt Nam vào năm 2018. Một manga chuyển thể ra mắt từ năm 2016 đến năm 2017. Phim người đóng với tựa đề cùng tên được công chiếu vào năm 2017, và phiên bản anime điện ảnh được công chiếu vào ngày 25 tháng 1 năm 2019 tại Việt Nam bởi Encore Films.

## Tổng quan nội dung
Nhân vật chính là một người giấu tên, thường xưng bằng "tôi", đến cuối tiểu thuyết tên thật mới được lộ là Shiga Haruki. Cậu là một nam sinh cao trung, người đam mê đọc sách và sống khép kín với xã hội bên ngoài. Một ngày, "tôi" nhặt được một cuốn nhật ký có tên "Sống cùng với cái chết" tại một bệnh viện. Trong cuốn nhật ký là những lời tâm sự cuối đời của cô bạn Yamauchi Sakura, mà sau này "tôi biết được Sakura mắc phải một căn bệnh ung thư tuyến tụy, là dấu hiệu của cái chết sắp đến gần. Đây là bí mật chỉ "tôi" và Sakura nắm giữ, nhân vật "tôi" quyết định dành thời gian với phần đời còn lại của Sakura để giúp cô thỏa nguyện vọng được sống như người bình thường dù mang trong mình căn bệnh hiểm nghèo. Nhưng trong một lần hai người họ đã hứa là nếu Sakura ra viện,họ sẽ cùng đi biển. Tiếc thay Sakura đã bị hại chết trong lúc đến quán cafe mà "tôi" đã hẹn, Haruki sau đó  đã bị rơi vào tình trạng buồn suốt cả tuần vì không muốn đối mặt với sự thật. Một vài thời gian sau Haruki đã chấp nhận sự thật và hòa đồng với mọi người hơn.

## Nhân vật
"Tôi" (「僕」 "Boku") / Shiga Haruki (志賀 春樹)
Lồng tiếng bởi: Takasugi Mahiro
Yamauchi Sakura (山内 桜良)
Lồng tiếng bởi: Lynn
Kyōko (恭子)
Lồng tiếng bởi: Fujii Yukiyo
Takahiro (隆弘)
Lồng tiếng bởi: Uchida Yuma
Mẹ của Sakura (桜良の母 Sakura no haha)
Lồng tiếng bởi: Wakui Emi

## Truyền thông

### Tiểu thuyết
Sumino Yoru ban đầu phát hành tiểu thuyết dưới dạng một tiểu thuyết mạng trên trang nội dung do người dùng tạo Shōsetsuka ni Narō vào năm 2014, trước khi được Futabasha xuất bản lại vào ngày 19 tháng 6 năm 2015 (ISBN 978-4-575-23905-8) với bìa minh họa của loundraw. Nhà xuất bản tiếng Anh Seven Seas Entertainment công bố được cấp phép tiểu thuyết vào ngày 15 tháng 3 năm 2018 và phát hành vào ngày 20 tháng 11 năm 2018.

### Manga
Kirihara Izumi bắt đầu đăng từng số một manga chuyển thể trên tạp chí Nguyệt san Action của Futabasha từ ngày 25 tháng 8 năm 2016, kết thúc vào ngày 25 tháng 5 năm 2017. Các chương truyện được biên tập thành hai ấn bản tankōbon, phát hành ngày 10 tháng 2 năm 2017 (ISBN 978-4-575-84925-7) và ngày 20 tháng 6 năm 2017 (ISBN 978-4-575-84993-6). Seven Seas được cấp phép bản quyền manga, phát hành tập đầu tiên vào ngày 22 tháng 1 năm 2019.

### Phim người đóng
Một phim người đóng dựa trên tiểu thuyết nguyên tác với diễn viên chính là Kitamura Takumi và Hamabe Minami, phim khởi chiếu tại Nhật Bản vào ngày 28 tháng 7 năm 2017. Phim được công chiếu ở Hàn Quốc tại Liên hoan phim quốc tế Busan vào tháng 10 năm 2017.

### Anime
Một anime điện ảnh chuyển thể từ tiểu thuyết nguyên tác được công bố vào tháng 8 năm 2017. Phim được viết kịch bản và đạo diễn bởi Ushijima Shinichirō, sản xuất bởi Mita Keiji tại Studio VOLN, âm nhạc sáng tác bởi Sebu Hiroko. Oka Yūichi thiết kế nhân vật và đóng vai trò tổng đạo diễn hoạt họa. Ogawa Yukako chỉ đạo nghệ thuật và Watanabe Yoshito trợ lý. Hiệu ứng âm thanh được Izumo Noriko phụ trách dưới sự chỉ đạo của Hata Jōji. Nhiếp ảnh cho phim do Saitō Hiroshi giám sát và Koike Mayuko chỉ đạo. Kishi Koremi đạo diễn 3D CG, Horikawa Yoshinori thiết kế màu. Bộ phim được biên tập bởi Jingugi Yumi. Bài hát chủ đề là "Fanfare" (ファンファーレ), bài hát kết thúc là "Shunkashūtō" (春夏秋冬 (Xuân Hạ Thu Đông)). Hai bài hát đều là tác phẩm của ban nhạc Sumika, sẽ lồng tiếng cho một nhân vật trong bộ phim.
Bộ phim được phân phối bởi Aniplex và công chiếu tại rạp chiếu phim Nhật Bản vào ngày 1 tháng 9 năm 2018. Aniplex of America công bố tại Anime Expo 2018 rằng phim sẽ phát hành phim tại Bắc Mỹ, trình chiếu trong sự kiện Liên hoan phim Hoạt hình tại Los Angeles vào ngày 21 tháng 10 năm 2018. Ngày 17 tháng 11 năm 2018, Aniplex thông báo phim sẽ được chiếu tại Hoa Kỳ vào tháng 2 năm 2019 với bản lồng tiếng Anh. Madman Entertainment công bố tại SMASH! 2018 về việc phát hành bộ phim tại Úc và New Zealand, trình chiếu trong sự kiện Liên hoan phim Anime Madman tại Melbourne ngày 16 tháng 9 năm 2018, với một phiên bản mở rộng ra mắt từ ngày 18 tháng 10 năm 2018. Bộ phim được chiếu tại Vương quốc Liên hiệp Anh và Bắc Ireland trong sự kiện Scotland Loves Anime ngày 14 tháng 10 năm 2018 với giải thưởng khán giả tại liên hoan phim này.